# Río Aranzuelo
El río Aranzuelo es un afluente del río Arandilla y este lo es del río Duero.

## Datos importantes
Este río nace en la provincia castellanoleonesa de Burgos, 
concretamente en la comarca de la Ribera del Duero. Tiene un recorrido desde que nace en Doña Santos hasta que desemboca en el río Arandilla de unos 44 km aproximadamente.

## Historia
Algunos autores vascos se preguntan por qué el nombre de Aranzuelo y no el de Arauzuelo. Consideran que hay una razón poderosísima para pensar que su primitivo nombre fue Arauzuelo. El río baña las poblaciones de Arauzo de Miel, Arauzo de Salce y Arauzo de Torre. Esto conduce a señalar, según algunos investigadores, que dichas poblaciones habrían dado origen al diminutivo del nombre del río.

## Localidades
- Doña Santos
- Arauzo de Miel
- Arauzo de Salce
- Arauzo de Torre
- Caleruega
- Hontoria de Valdearados
- Zazuar
- Quemada.

## Afluentes
- Río Hozarroyo
- Río Segundo

- Datos: Q6114784